# Dârjiu
Dârjiu (en hongarès: Székelyderzs, Pronunciació hongaresa: [ˈseːkɛjdɛrʒ]) és una comuna al comtat de Harghita (Romania). Es troba a la terra de Székely, una regió etno-cultural a l'est de Transsilvània.
El topònim "Székelyderzs" es va esmentar per primera vegada com a "De ers" en una llista papal dels delmes presa el 1334. El 1525 es va enregistrar com a Ders, mentre que el 1760 ja era esmentat pel seu nom hongarès modern com a Székely Derzs.
El primer esment escrit del topònim Székelyderzs com a De Ers prové d’una llista de delmes papals presa el 1334. El 1525, es va esmentar com a Ders, mentre que el 1760, la forma moderna del seu nom hongarès ja s'utilitzava com a Székely Derzs. Es creu que el nom de Derzs és en Búlgar antic.
La comuna es compon de dos pobles: Dârjiu / Székelyderzs i Mujna / Székelymuzsna.

## Demografia
Segons el cens del 2011, la comuna tenia 1.036 habitants; d’ells, el 92% eren hongaresos, el 6% eren gitanos i l’1,4% eren romanesos. 61% de la població de la comuna és unitària, el 20% és reformada i el 7% és catòlica.

## Història

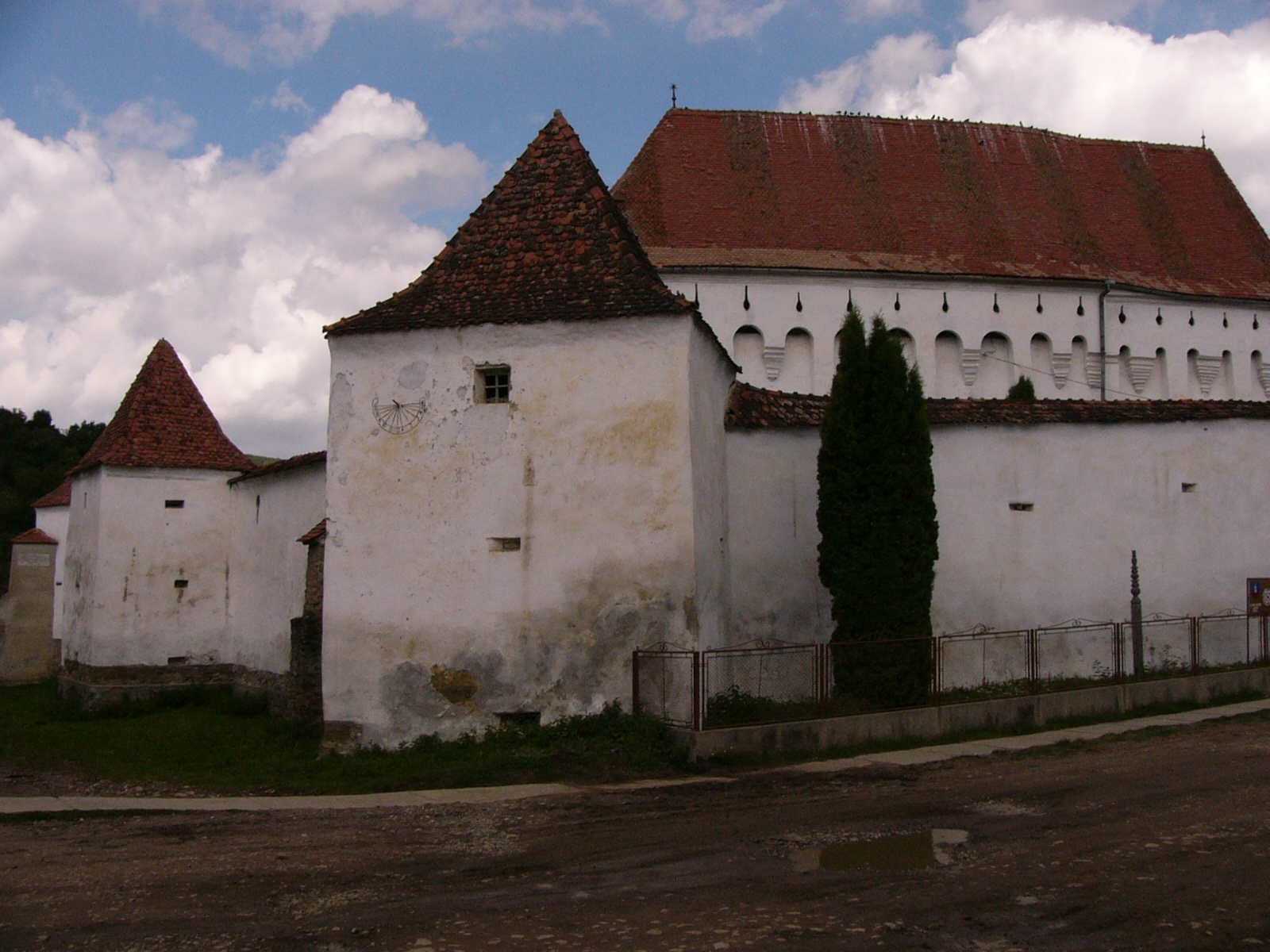
L’Església unitària

El poble alberga l'església fortificada de Dârjiu, una església unitària fortificada del segle xiii, que figura a la llista del patrimoni mundial de la UNESCO.
Unitariansm era una religió oficial a Transsilvània des del parlament de Medgyes de 1583. El primer bisbe va ser Ferenc Dávid, un saxó de parla hongaresa local. El primer governant nomenat de Transsilvània va ser l'unitari Joan II Sigismund Zápolya, fill del rei hongarès John Zápolya (1526-1541).
Els pobles formaven part històricament de la regió de la Terra Székely de la província de Transsilvània. Pertanyien al districte d'Udvarhelyszék fins a la reforma administrativa de Transsilvània el 1876, quan van caure dins del comtat d'Udvarhely al Regne d'Hongria. Després del tractat de Trianon de 1920, van passar a formar part de Romania i van caure dins del comtat d'Odorhei durant el període d'entreguerres. El 1940, el segon Premi de Viena va concedir la Transsilvània del Nord a Hongria i els pobles van ser mantinguts per Hongria fins al 1944. Després de l'ocupació soviètica, l'administració romanesa va tornar i la comuna va passar a formar part oficialment de Romania el 1947. Entre 1952 i 1960, la comuna va caure dins la regió autònoma magiar, entre 1960 i 1968 la regió autònoma Mureș-Magyar. El 1968, la província va ser abolida i, des de llavors, la comuna forma part del comtat de Harghita.

## El cor de l’unitarisme
Entre 80.000 i 100.000 unitaris viuen a la regió geogràfica de Transsilvània, principalment entre Sighişoara i Odorheiu Secuiesc, més o menys al voltant de Dârjiu. Més a l'est, els hongaresos són catòlics romans amb enclavaments calvinistes, per exemple a l'antic comtat de Háromszék, mentre que l'antic comtat de Csík és sòlidament catòlic romà.
Els murals de l'església unitària mostren la llegenda de Ladislau I d’Hongria. Quan els cumans van irrompre al Regne d'Hongria, Ladislau, encara duc, juntament amb el seu cosí (el rei Salamon I) van cavalcar contra ells i van alliberar una nena que es creia filla d'un aristòcrata d'un cumà. Malauradament, la noia no va donar suport a aquest acte del futur sant.
Altres pintures murals de la regió es poden trobar a les esglésies unitàries de Mugeni, Crăciunel (Karácsonyfalva) i altres més petites a Rugăneşti (Rugonfalva) i Cristuru Secuiesc (Székelykeresztúr). Els murals saxons són més significatius a Mălâncrav (Szászszentlászló).

## Agermanament
Darány, Hongria
La comunitat unitària local té relació amb l'Església Universalista Unitària de Cherry Hill, Nova Jersey, EUA.

## Galeria

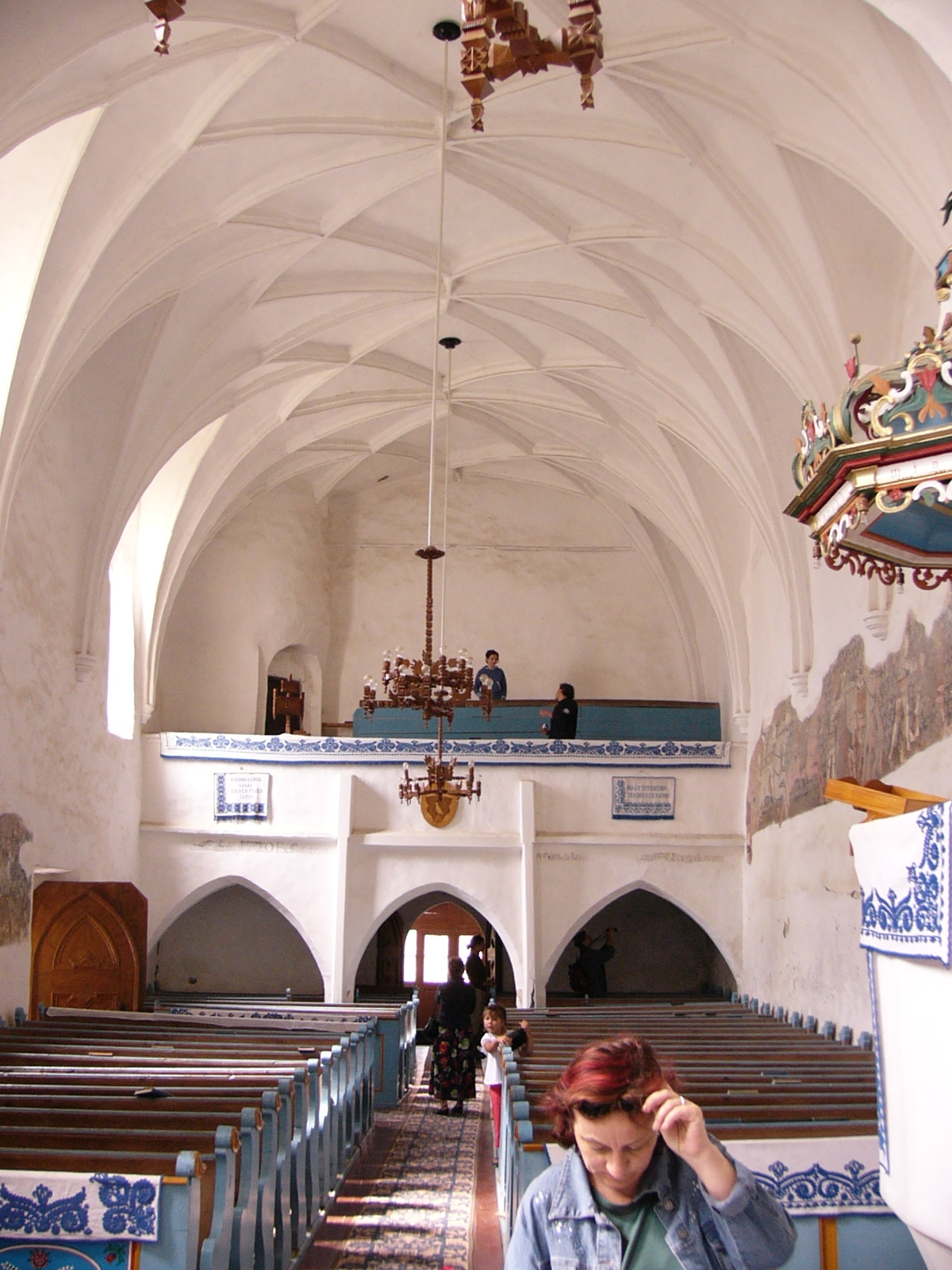
Església unitària
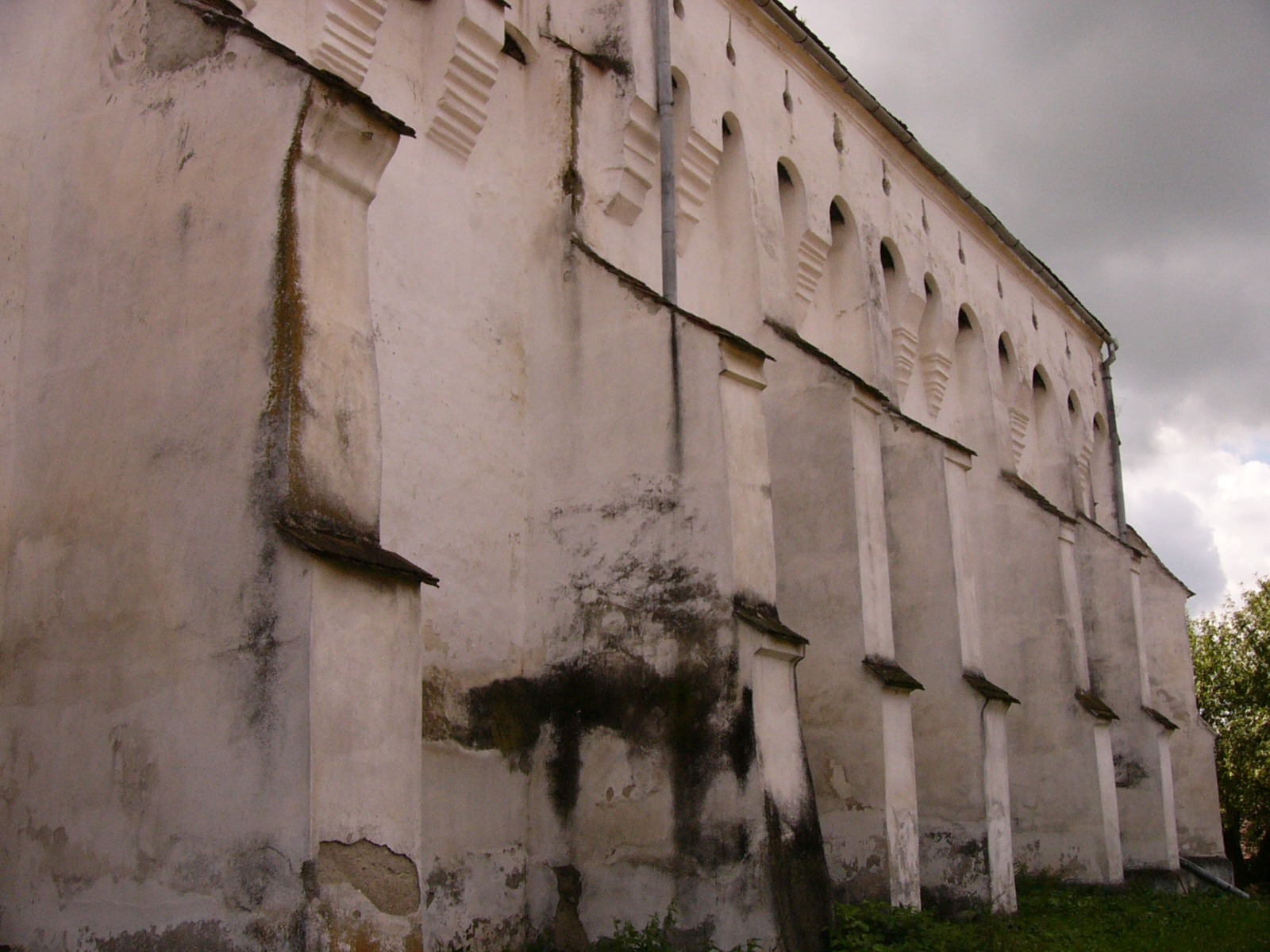
Façana de l'església unitària
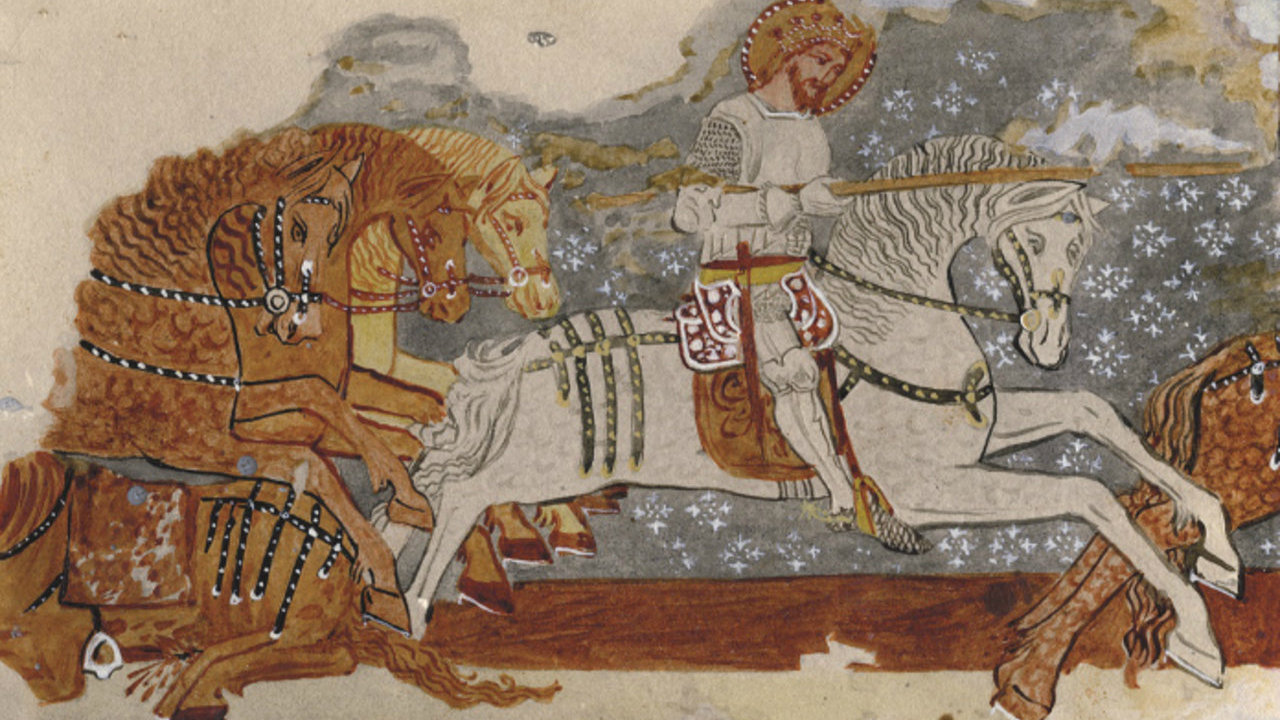
Murals sobre la llegenda de Sant Ladislau
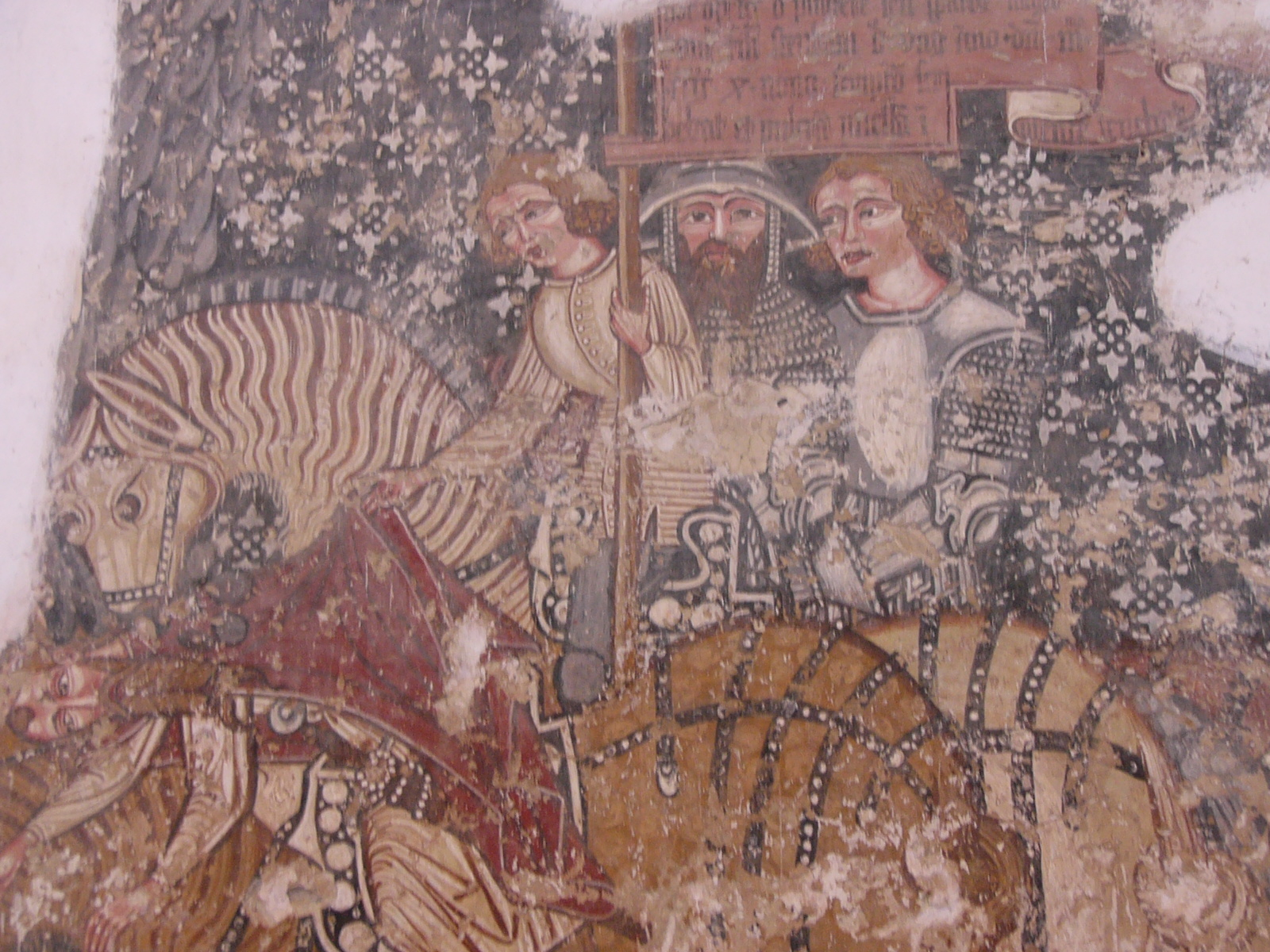
Murals sobre la llegenda de Sant Ladislau
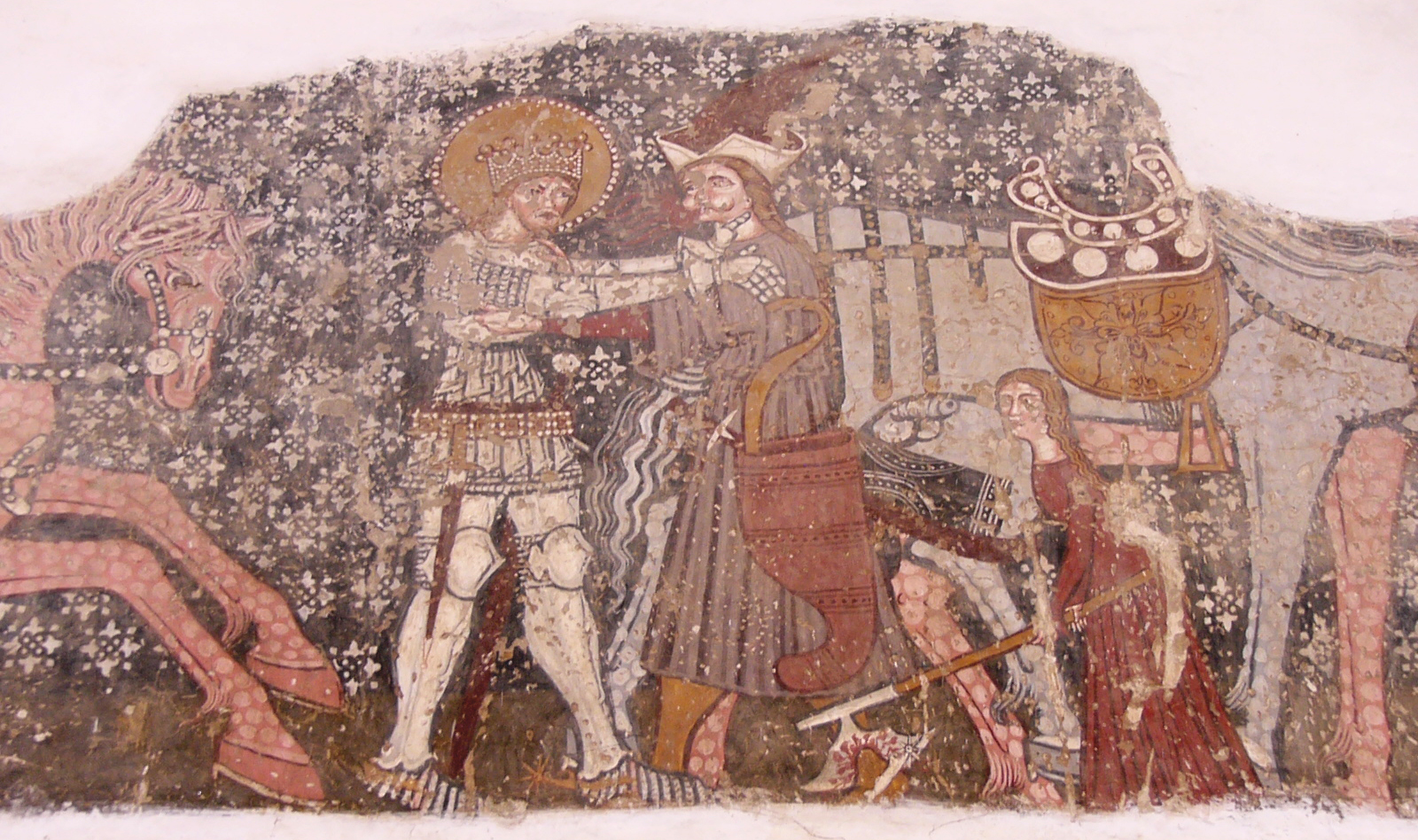
Lluita de Ladislau amb el Cuman
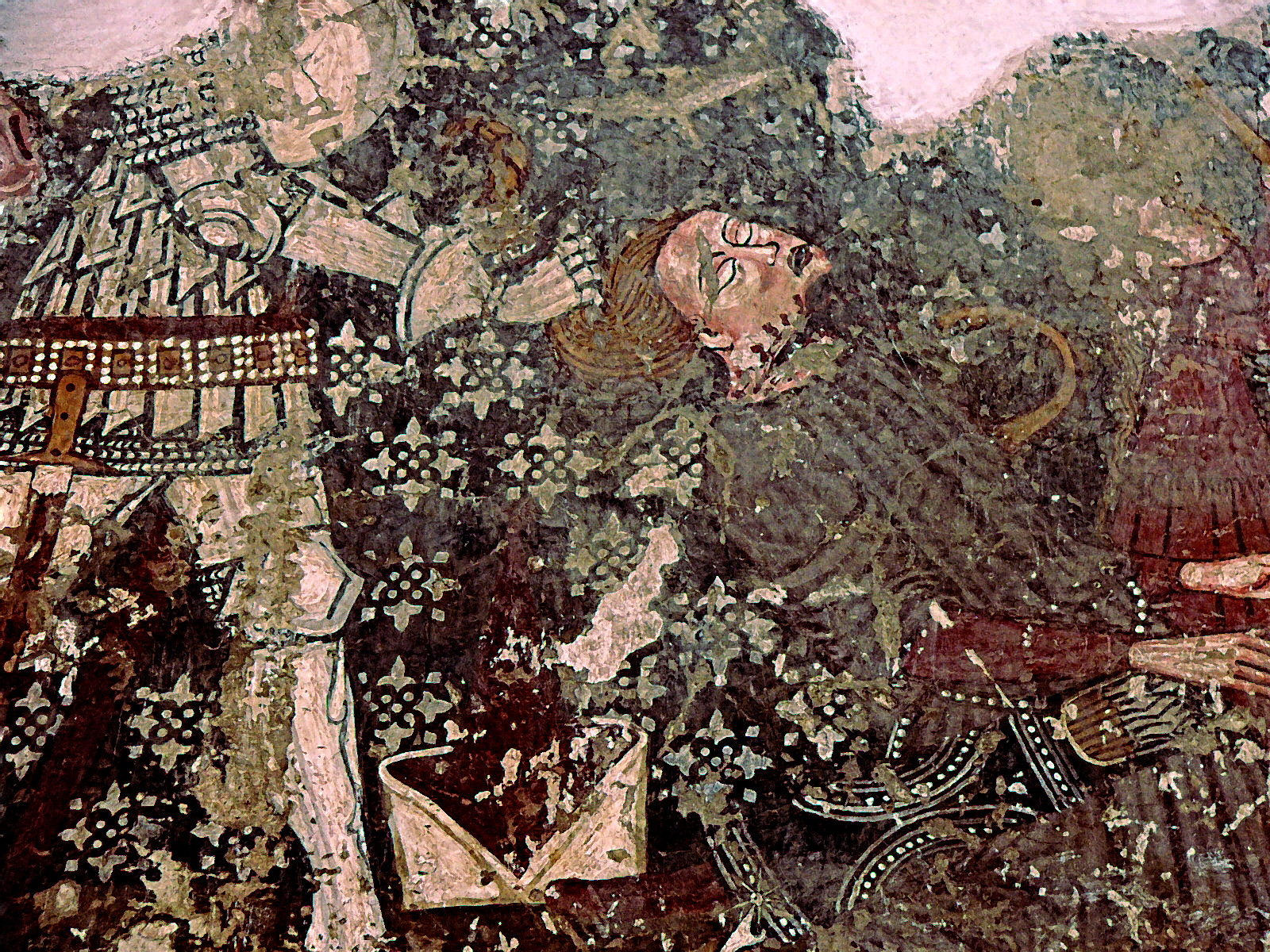
Mort del guerrer Cuman
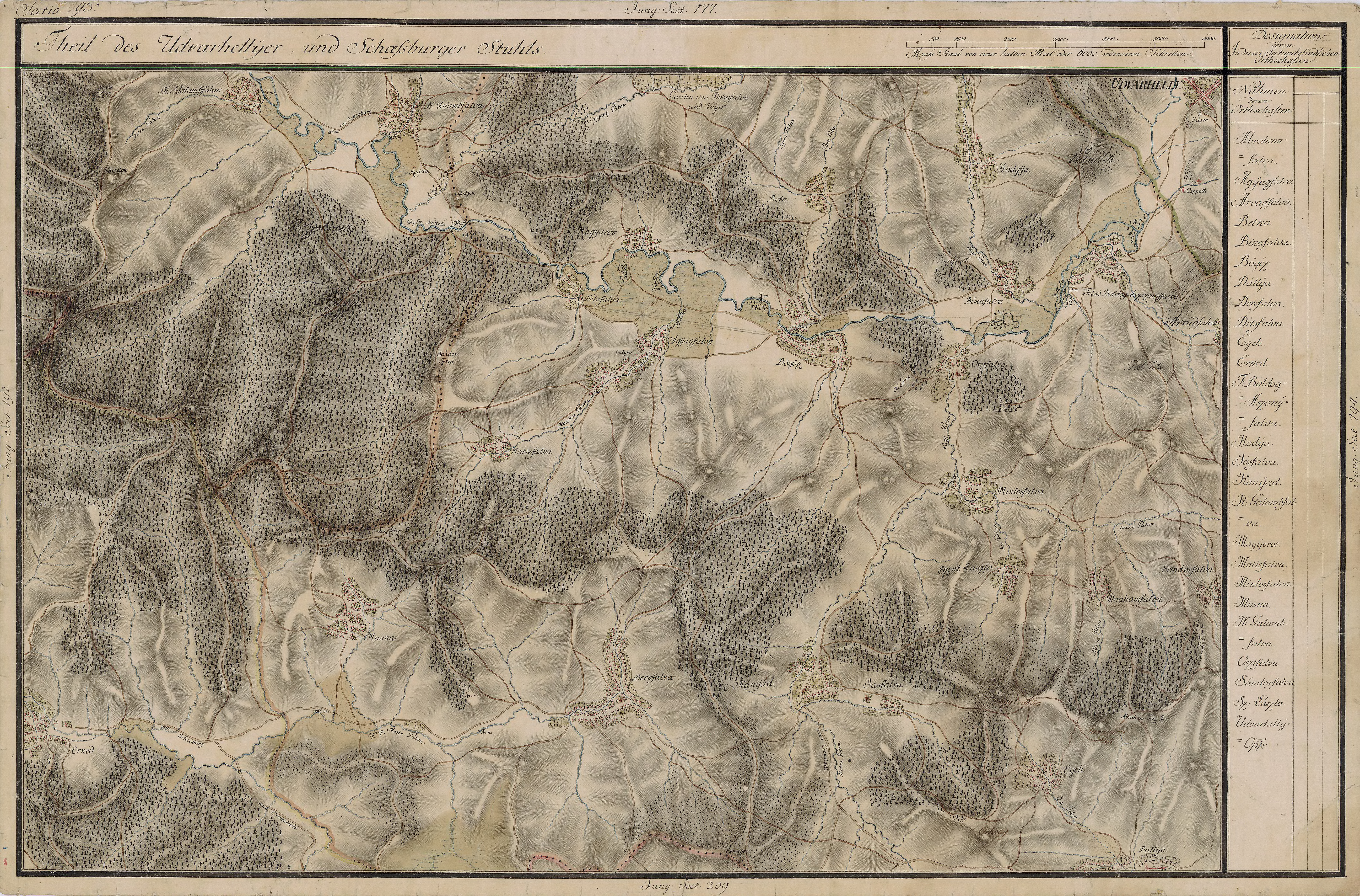
El poble de la Josephinische Landaufnahme, 1769-1773